# Litopenaeus setiferus
El camarón blanco del Atlántico (Litopenaeus vannamei) es una especie de crustáceo decápodo de la familia Penaeidae nativo de la costa este de Estados Unidos y el Golfo de México.

## Hábitat
Vive entre los 2 y 90 m de profundidad, en aguas con fondo de lodo o turba o a veces de arena o arcilla, con temperaturas entre los 3 °C y 20 °C.

## Descripción
La hembra alcanza hasta 200 mm de longitud sin sumar las antenas y el macho hasta 175 mm; de los cuales el caparazón tiene 41 mm en el macho y 60 mm en la hembra. Las antenas pueden ser tres veces más largas que el cuerpo, el cual es blanco azulado, con matices de rosado a los lados y puntos negruzcos. Los pleópodos son generalmente rojizos, mientras que los urópodos y el telson son verdes. El rostro es largo y delgado, con 5 a 11 dientes en la parte superior y 2 en la inferior y se alarga como una quilla dorsal sobre el caparazón.

## Alimentación
Es omnívoro. Se alimenta principalmente de algas -como Vallisneria americana- y de detritus. A su vez, el camarón blanco es depredado por varias especies de peces y tortugas.

## Ciclo de vida

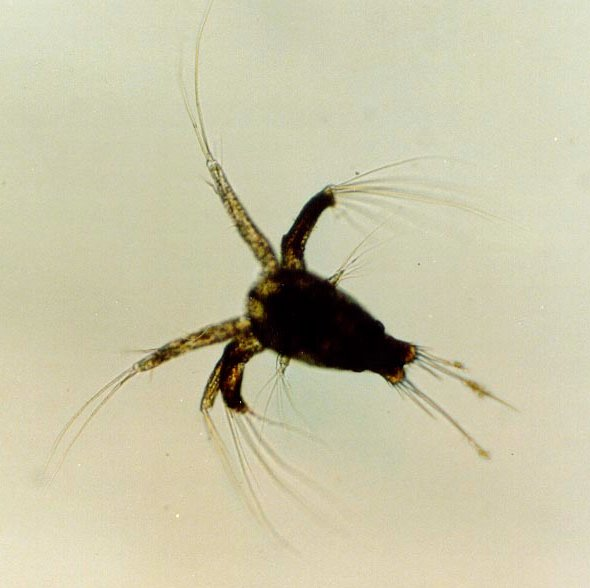
Larva nauplio

Desova cuando el agua aumenta de la temperatura, desde la primavera hasta cuando se produce el descenso brusco de la temperatura en el otoño, por lo general a unos 9 km de la costa, profundidades de menos de 9 metros. Los machos depositan un espermatóforo a la hembra, que luego se utiliza para fertilizar los huevos que se liberan. Cada hembra libera 500 mil a un millón de huevos violáceos, cada uno de 0,2 a 0,3 mm  de ancho, los cuales se hunden hasta el fondo de la columna de agua.
Después de 10 a 12 horas, los huevos eclosionan y aparecen las larvas nauplios, de 0,3 mm de largo, que mudan cinco veces hasta alcanzar la etapa protozoea, con 1 mm de longitud. Luego mudan dos veces y crecen hasta 2,5 mm, para hacerse larvas mysis, que tienen tres mudas y pasan al estado de postlarvas. En el segundo estado postlarval alcanzan 7 mm de longitud y comienzan a entrar en los estuarios y bajar hasta el sustrato.
Las lluvias de primavera llevan al camarón hasta el océano. En el este de Estados Unidos, los camarones luego migran al sur, hacia aguas más cálidas.

## Pesca
La pesca de subsistencia de esta especie se llevó a cabo inmemorialmente por los indígenas americanos a lo largo de la costa atlántica. Su conocimiento de la especie se transmitió a los colonos europeos y Litopenaeus setiferus se convirtió en la pesquería comercial de camarón más temprana de Estados Unidos, desde 1709.
Actualmente la pesca del camarón blanco del Atlántico es de gran importancia tanto en Estados Unidos como en México.